# Université Çankaya

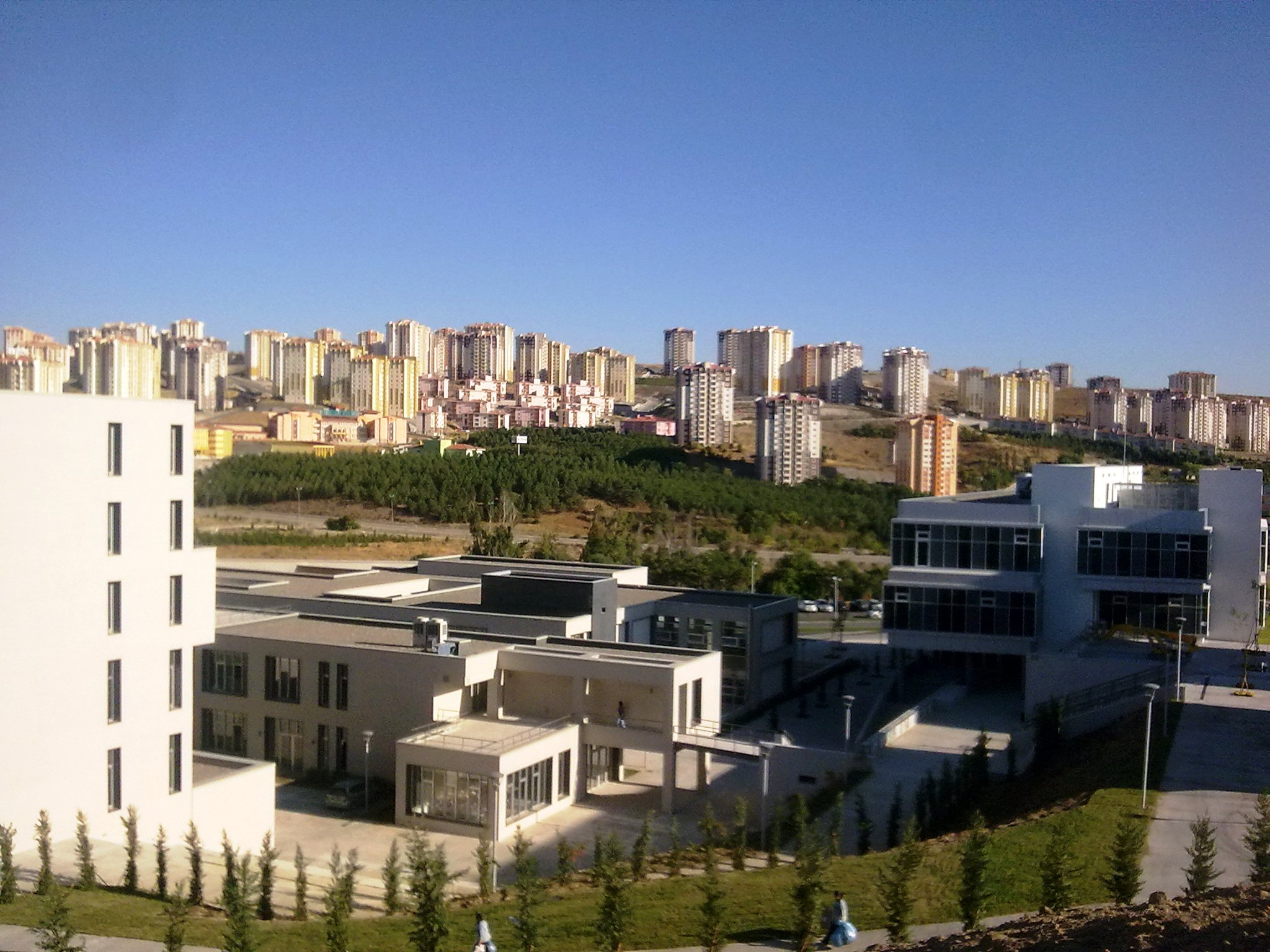
Vue du campus de l'université Çankaya.

L’université Çankaya est une université privée fondée le 20 juillet 1997 et située près d'Ankara, en Turquie.